# Reprezentacja Andory w hokeju na lodzie mężczyzn
Reprezentacja Andory w hokeju na lodzie mężczyzn — kadra Andory w hokeju na lodzie mężczyzn.

## Historia
Od 1995 roku jest członkiem IIHF.